# لومانو لمکی
لومانو لمکی (انگلیسی: Lomano Lemeki؛ زادهٔ ۲۰ ژانویهٔ ۱۹۸۹) بازیکن راگبی ۷ نفره اهل ژاپن است.